# Студен кладенец
 Тази статия е за селото.  За язовира вижте Студен кладенец (язовир).  
Студен кладенец е село в Южна България. То се намира в Община Крумовград, област Кърджали.

## География
Село Студен кладенец се намира в планински район. Разположено е до река Вълчи дол, която е приток на Арда.
В близост до него са яз. „Студен кладенец“, проломът Дяволски мост, природната забележителност Скални гъби и резерват „Вълчи дол“.

## История
До 1934 г. селото се е казвало Соукбунар.

## Население
Численост и дял на етническите групи според преброяването на населението през 2011 г.:
|                     | Численост | Дял (в %) |
| Общо                | 122       | 100,00    |
| Българи             | 3         | 2,45      |
| Турци               | 118       | 96,72     |
| Цигани              | 0         | 0,00      |
| Други               | 0         | 0,00      |
| Не се самоопределят | 0         | 0,00      |
| Неотговорили        | 0         | 0,00      |